# Baylis
Baylis és una població dels Estats Units a l'estat d'Illinois. Segons el cens del 2000 tenia 265 habitants.

## Demografia
Segons el cens del 2000, Baylis tenia 265 habitants, 91 habitatges, i 70 famílies. La densitat de població era de 213,2 habitants/km².
Dels 91 habitatges en un 44% hi vivien nens de menys de 18 anys, en un 61,5% hi vivien parelles casades, en un 12,1% dones solteres, i en un 22% no eren unitats familiars. En el 20,9% dels habitatges hi vivien persones soles el 17,6% de les quals corresponia a persones de 65 anys o més que vivien soles. El nombre mitjà de persones vivint en cada habitatge era de 2,91 i el nombre mitjà de persones que vivien en cada família era de 3,37.
Per edats la població es repartia de la següent manera: un 33,6% tenia menys de 18 anys, un 6,4% entre 18 i 24, un 28,3% entre 25 i 44, un 18,1% de 45 a 60 i un 13,6% 65 anys o més.
L'edat mediana era de 32 anys. Per cada 100 dones de 18 o més anys hi havia 91,3 homes.
La renda mediana per habitatge era de 32.344 $ i la renda mediana per família de 32.422 $. Els homes tenien una renda mediana de 17.250 $ mentre que les dones 17.500 $. La renda per capita de la població era d'11.251 $. Aproximadament el 16% de les famílies i el 15,8% de la població estaven per davall del llindar de pobresa.

## Poblacions més properes
El següent diagrama mostra les poblacions més properes.